# Stjepan Pulišelić
Stjepan Štefe Pulišelić (1910. – 1998.) je bio hrvatski pjesnik s otoka Brača, iz Škripa. Pisao je pjesme na čakavskom narječju. Predavao je sociologiju i teoriju države i prava na Visokoj upravnoj školi i na Ekonomskom fakutetu u Zagrebu, a od 1967. redoviti je profesor na Pravnom fakultetu. Bio je također jedan od najplodnijih čakavskih pjesnika.
U svojim pjesmama opisuje sve karakteristike bračkoga običnog čovjeka: od njegovih psihofizičkih osobina do običaja i slikanja puke svakodnevice. Ne zaboravlja težake i motike, tovare i berbu drva, ribare i marangune, kamenare i turiste.
Njemu u čast danas se održava u Škripu Festival čakavske riči koji nosi njegovo ime. Festival se održava u sklopu Supetarskoga lita. Prvi se održao 2010., na 100. obljetnicu njegova rođenja.

## Djela
Autor je deset knjiga čakavskog pjesništva. Najomiljenija je Glos sa škrop iz 1973. godine.
Recenzent hrvatskog izdanja Zakonika Leke Dukagjinija s Ljatifom Muljakuom.

## Vanjske poveznice
- Filip Galović: Stjepan Pulišelić i "Glos sa škrop", Čakavska rič 1-2/2016.